# OCAD
OCAD je vektorový kartografický software pro tvorbu map na PC. Je zaměřen na tvorbu map v obecné i speciální kartografii, obsahuje však i speciální funkce pro orientační běh – přípravu tratí.

## Vývoj
OCAD začal v roce 1989 programovat Švýcar Hans Steinegger, od roku 1992 pod hlavičkou své firmy Steinegger Software.
Původně byl program určen pro kreslení map pro orientační běh na PC. Digitalizace podkladů byla zpočátku prováděna pomocí tabletu. Revoluční změnou byla verze 5, která umožňovala obtahovat naskenovaný podklad na monitoru pomocí myši. Tento princip je uplatňován až do dnešních dnů včetně využití Geo-Tiffů (geograficky referencovaných rastrových podkladů).
Široké uplatnění v aktuálních verzích umožňuje podpora řady dalších vektorových i rastrových formátů pro import a export.
Po celém světě je dle stránek výrobce přes 3200 licencí ve všech jazycích. V Česku jej používají ve větší či menší míře téměř všechny kartografické firmy. Pro tvorbu map pro orientační běh je nepsaným standardem. Od roku 2014 je podpora OCADu i na území ČR.

## Jazyky
Program je dostupný v angličtině, češtině, němčině, francouzštině, švédštině, finštině, italštině, japonštině a španělštině.

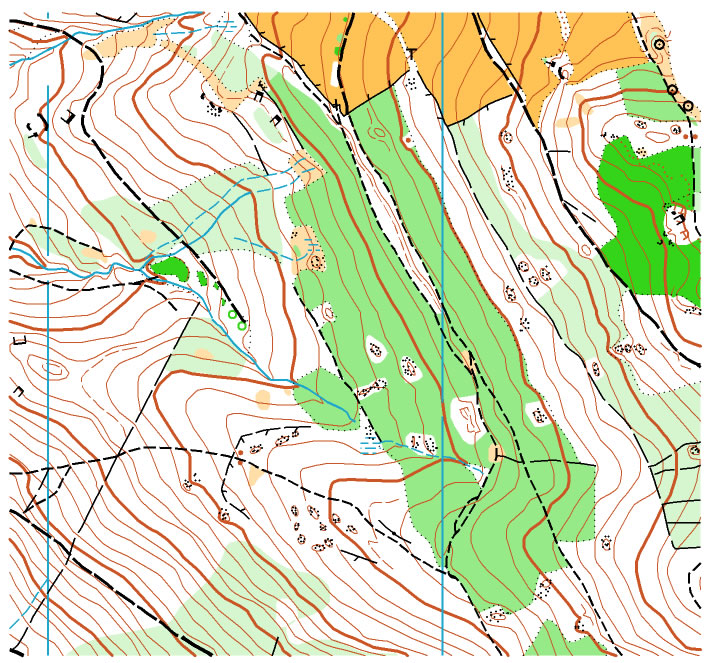
Ukázka mapy pro orientační běh, vytvořené v programu OCAD.

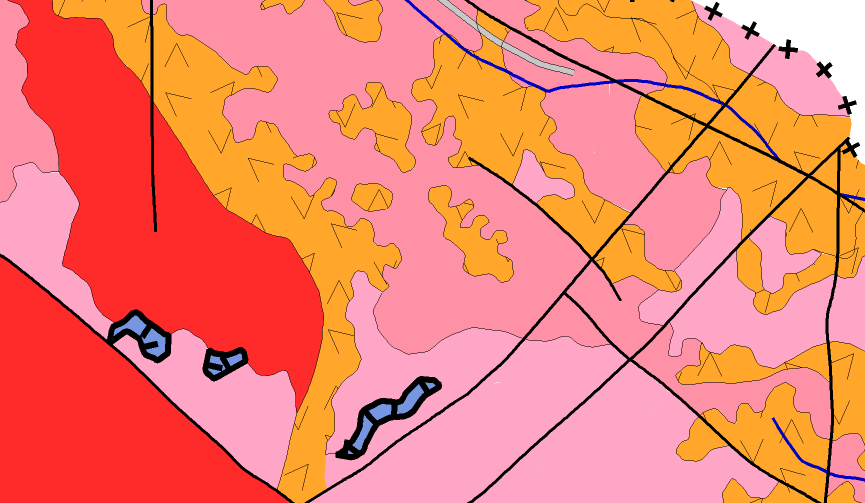
Ukázka geologické mapy vytvořené v programu OCAD.

## Vlastnosti
Program je nabízen ve dvou základních verzích – OCAD for Cartography a OCAD for Orienteering, které se dále dělí na další varianty. Rozdíl mezi těmito verzemi je především v zaměření na cílovou skupinu a to buď na klasickou kartografii nebo na tvorbu map pro orientačníběh spolu s návrhem tratí pro tento sport.
Zajímavou funkcí je snadný import dat z OpenStreetMap.
OCAD podporuje import formátů:
- AI
- DXF
- Windows Enhanced Metafile (EMF)
- GPX
- OpenStreetMap (OSM)
- PDF
- Esri Shapefile (SHP)
- SVG
- Windows Metafile (WMF)
- a další [1]

OCAD umožňuje export ve formátech:
- AI
- BMP
- DXF
- EPS
- GIF
- GPX
- JPEG
- PDF
- Esri Shapefile (SHP)
- SVG
- TIFF
- a další [2]